# Anna Girón de Rebolledo

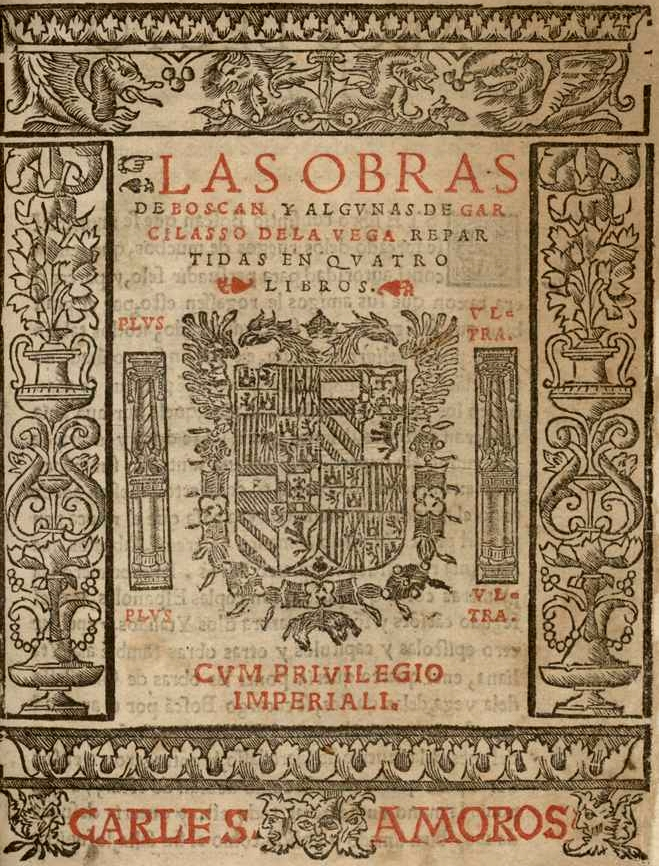
Portada de Las obras de Boscán y algunas de Garcilaso de la Vega repartidas en cuatro libros, que va Anna Girón a va imprimir el 1543 al taller de Carles Amorós

Anna Girón de Rebolledo   (València, valor desconegut - Barcelona, segle XVI) va ser una noble valenciana, esposa del poeta Joan Boscà i Almogàver.

## Biografia
Pertanyia a la família dels barons d'Andilla, que va viure al segle xvi. Va ser l'esposa de Joan Boscà, amb qui signà capítols matrimonials el 1539 i amb qui va tenir tres filles: Marianna, Violant i Beatriu.
Ha passat a la història per tenir un paper essencial en la publicació el 1543 de Las obras de Boscán con algunas de Garcilaso de la Vega.